# فرشخة

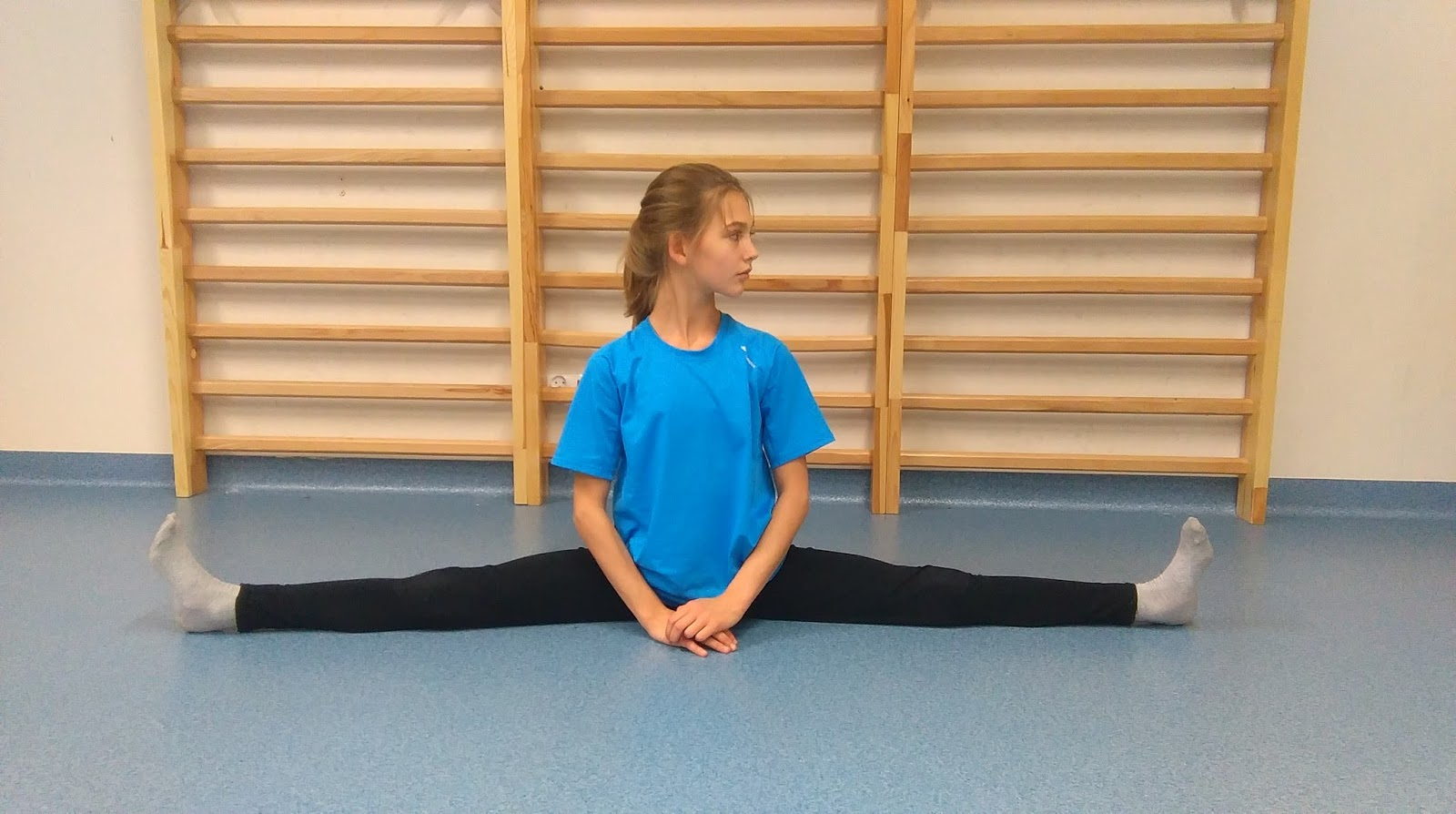
فرشخة جانبية

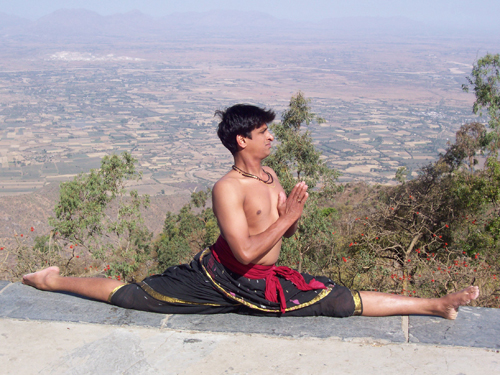
فرشخة أمامية في اليوغة

الفرشخة هو وضع جسدي تكون فيه الرجلين في خط واحد وممتدتين في اتجاهين متعاكسين. تجرى الفرشخة في العديد من الأنشطة الرياضية، مثل الرقص والتزلج الفني على الجليد والجمباز والالتواء والسباحة الفنية والتشجيع والفنون القتالية والفنون الجوية واليوغة تمرينًا.

### معرض الصور

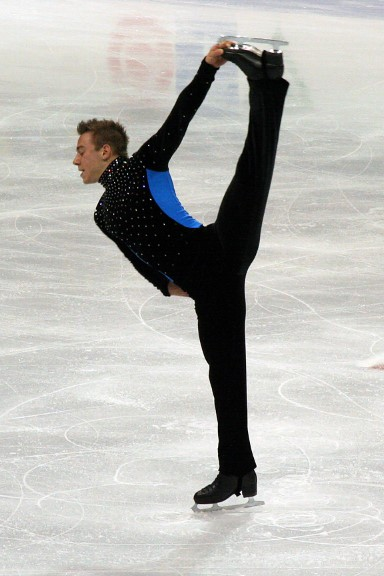
الفرشخة واقفًا أثناء التزلج الفني
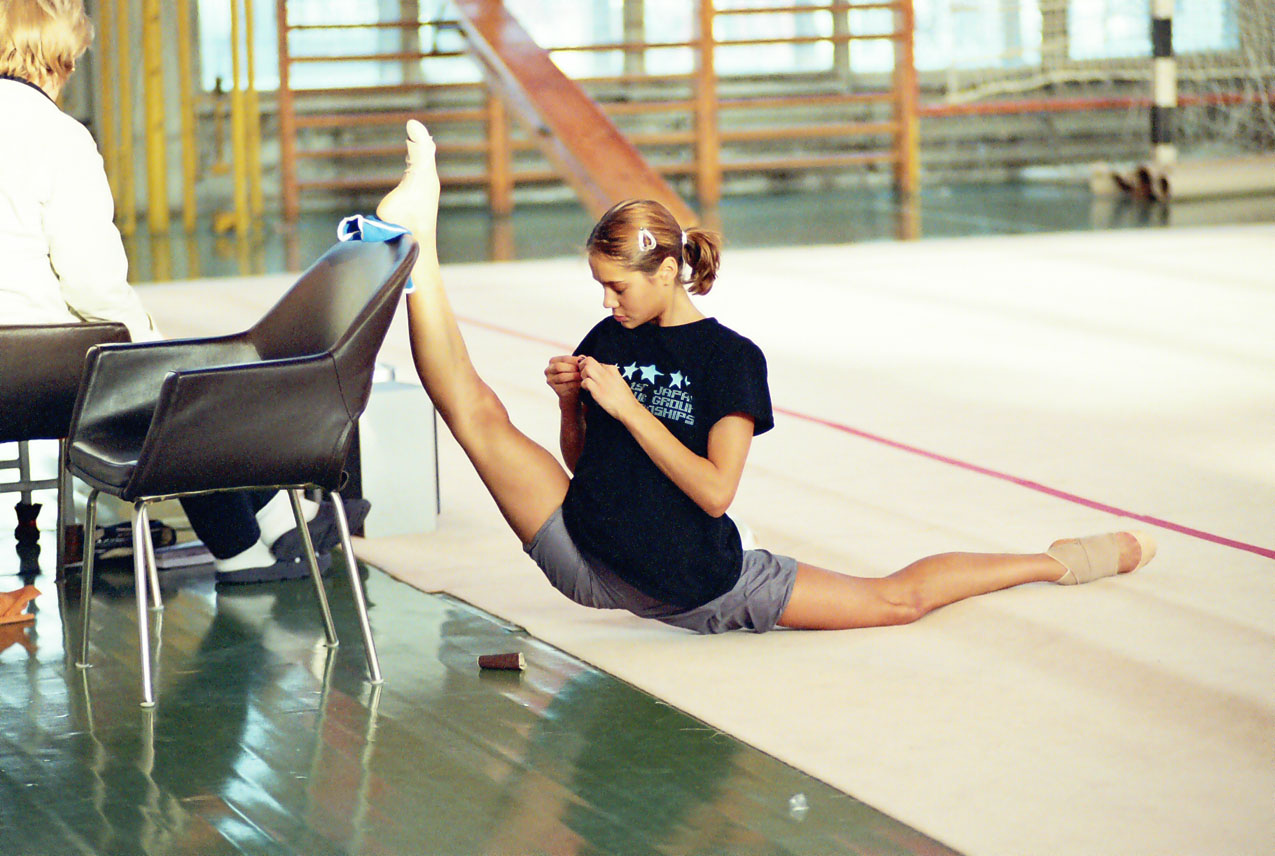
فرشخة زائدة
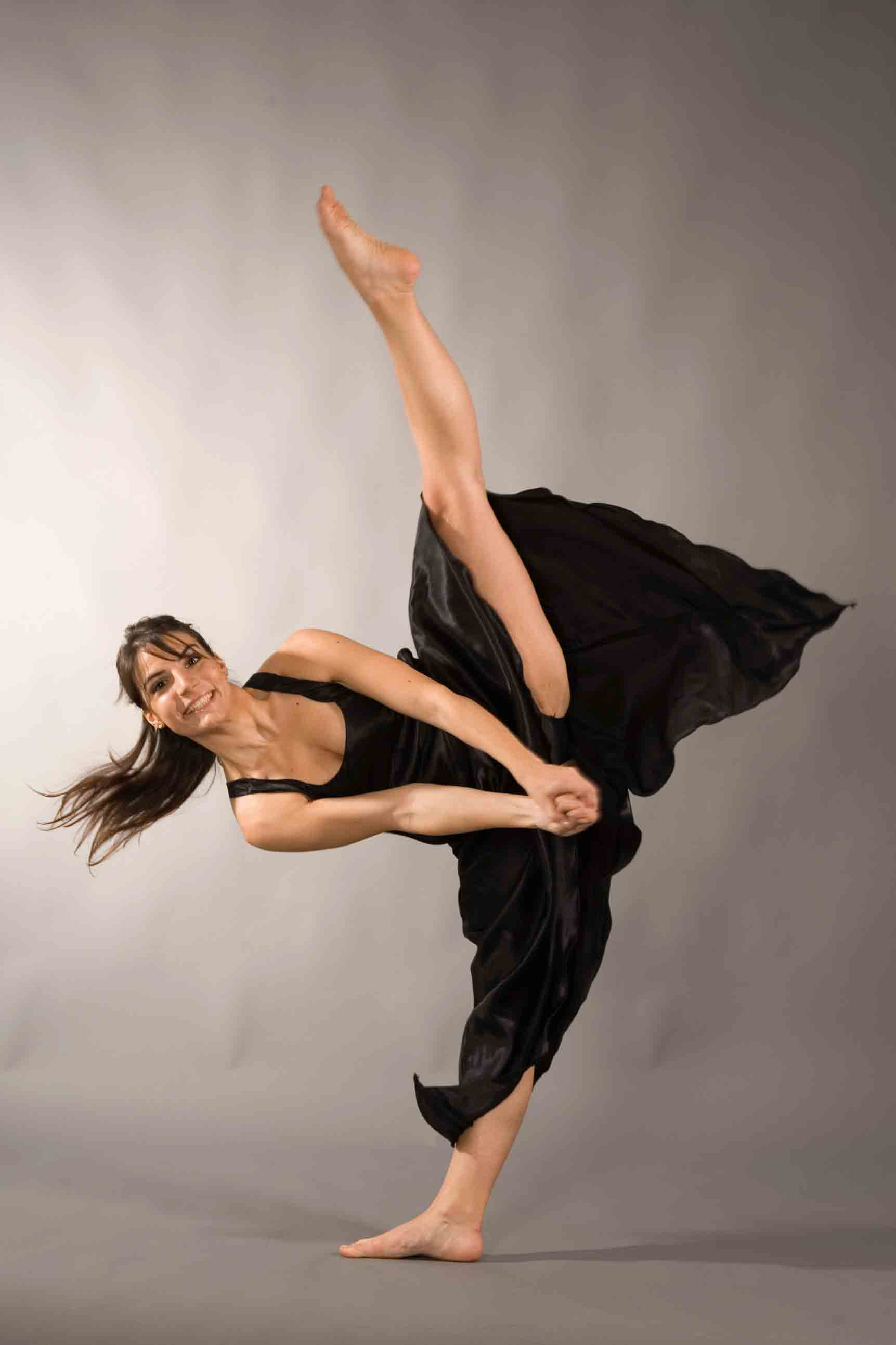
فرشخة جانبية بالوقوف
راقصة بهلوانية تتفرشخ قفزًا
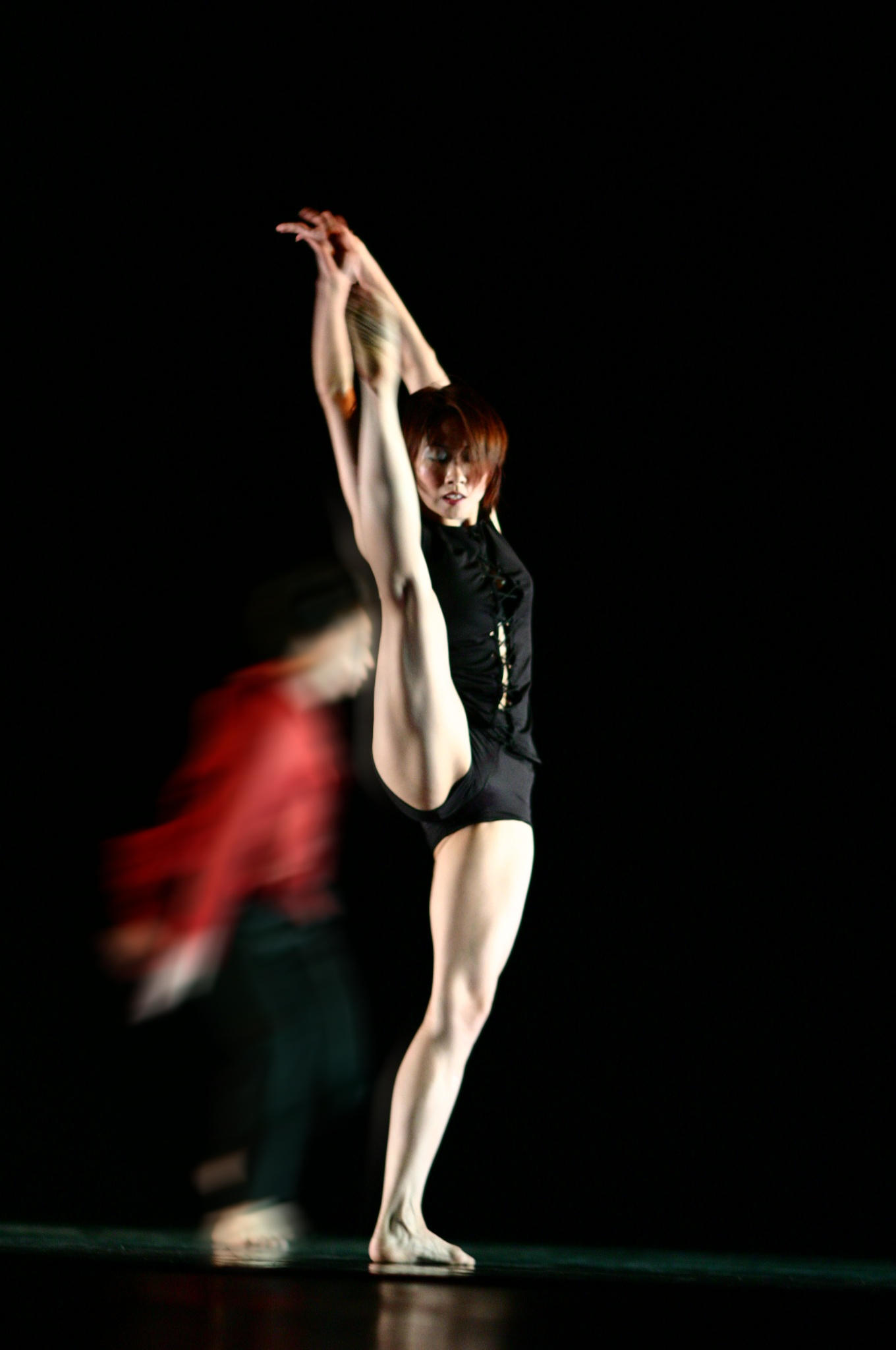
فرشخة أمامية بالوقوف
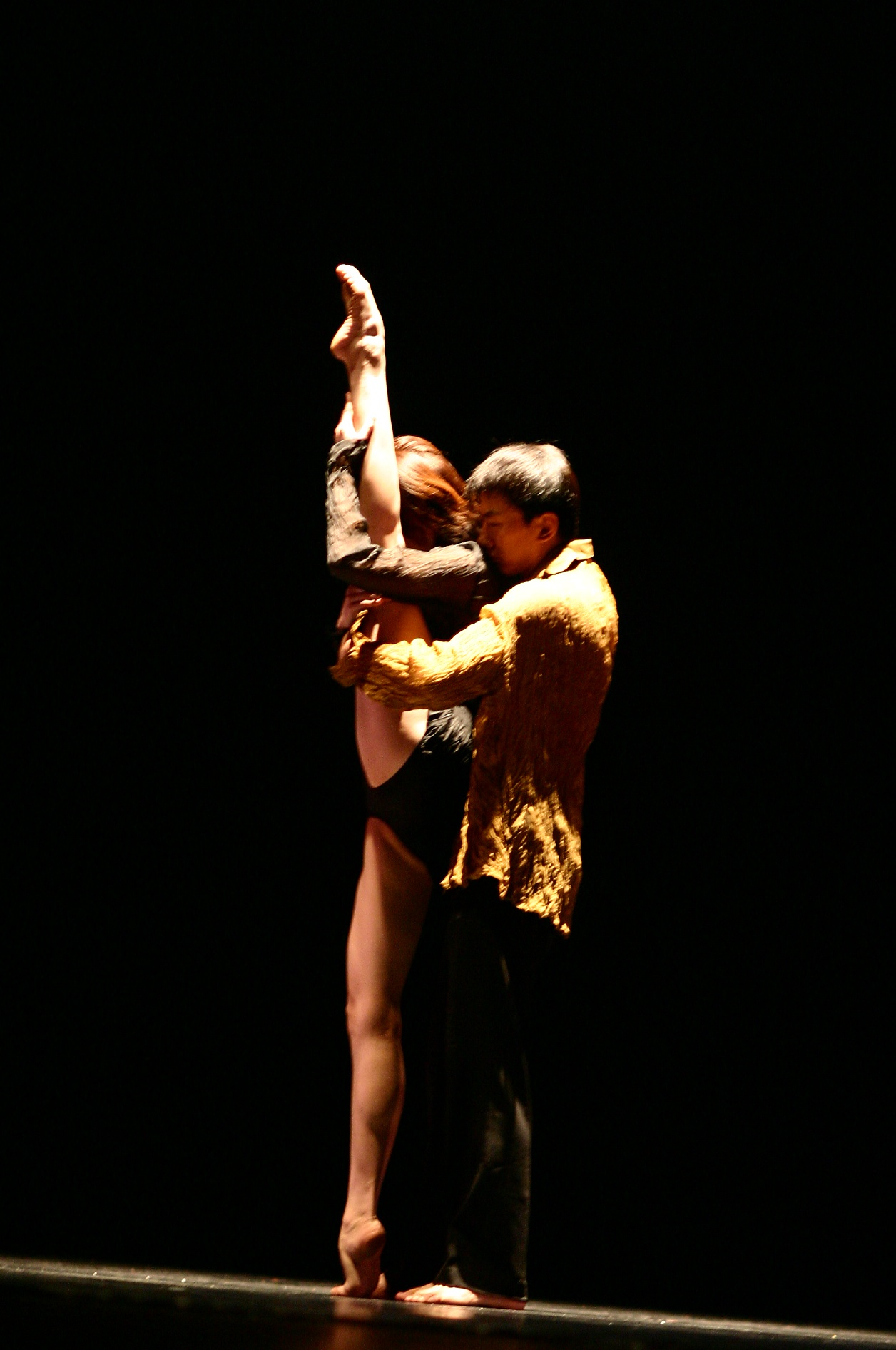